# 風小僧
『風小僧』（かぜこぞう）は、北村寿夫原作の『紅孔雀』に登場する忍者・風の小六の別名。および、風の小六を主役にした東映製作の時代劇。本項では時代劇版を詳述する。

## テレビ
東映が製作した初のテレビ作品である。全部で52話製作されているが、放送局によっては順番差し替えや未放送となっている。
1958年12月2日に西日本放送（RNC）で初放送。同月には静岡放送（SBS）、RKB毎日放送（RKB）などでも放送された。1959年には三洋電機の一社提供により、開局間もない日本教育テレビ（NET）にて2月3日 - 12月29日の19時00分 - 19時30分に放送された（全48話）。関西地区では、NETとネットワークを結んだ毎日放送（MBS）が3月1日に開局したため、3月3日 - 12月29日の放送であった（全44話）。ラジオ新潟テレビ（現：新潟放送）では1959年2月の時点で日曜 19:30 - 20:00に放送されていた。
NETでの放送では、1959年10月24日に25.4%の視聴率（世帯）を記録した。
少年時代を描いた第1部（第13話まで）と、成人後を描いた第2部（第14話以降）の2部構成。第2部の台本ではタイトルが『続風小僧』と記された。年齢設定の変更は第1部で主演を務めた目黒ユウキが中学進学により降板したためであった。第1部でも好調であったが第2部でさらに人気となり、第2部で主演を務めた山城新伍を主演として次番組『白馬童子』が制作された。
東映によるとネガやポジフィルムは共に行方不明となっているものの、テレビドラマ版を基に再編集し、全25作に分割してある劇場用ブローアップ版のフィルムが後に発見された。2016年4月に「復刻版」として東映チャンネルにて放送されている。
- 東映ビデオ株式会社より、上記の劇場用ブローアップ版の全25作を収録したデジタルリマスター版のDVD-BOXが発売された。

### 第1部
奥州煙ヶ獄城城主・鈴木氏勝が元家臣の煙丸に謀殺され、煙ヶ獄城は煙丸に乗っ取られる。氏勝の子・小六は疾風之介に風神の術を学び、風小僧として風神の術を使い、煙ヶ獄城再興のため戦う。
出演
- 風小僧：目黒ユウキ
- 疾風之介（風の神）：山城新伍
- 旭上人：水野浩
- 鬼頭一角：小田部通麿
- 鏑木氏勝：沢田清
- お秋：鳳衣子
- 桂左源太：五味勝之介
- 煙丸：古石孝明
- 弓木万作：堀正夫

ほか

### 第2部
成人して城主となった小六が、風神の術や山彦剣法を使い、庶民のために悪人と戦う。
出演
- 風小僧：山城新伍
- 光美智子

### スタッフ
- 企画：小笠原久夫
- 原案・北村寿夫
- 脚本：眞弓典正、翁長孝雄、安田猛人
- 監督：仲木睦、隅田朝二
- 音楽：山田栄一、吉田栄治
- 撮影：鷲尾元也、鈴木重平
- 照明：徳永進、安田与一
- 録音：足立満、安田俊一
- 編集：神田忠男
- 美術：前田清、川島泰三
- 殺陣：島義一、谷俊夫
- 進行：中久保潔
- 制作：東映京都撮影所

### 主題歌
第一部「風小僧」
作詞：小笠原久夫 / 作曲：山田栄一 / 歌：目黒ユウキ(初期)、百合草テルミ、ポリドール・オーケストラ
第二部「風小僧」
作詞：小笠原久夫 / 作曲：吉田栄治 / 歌：青山児童合唱団
第一部と第二部の主題歌は、同名異曲である。
第一部の主題歌のカバー版としては、小笠原久夫が所有していたサンプル盤の音源を元に採譜・新たに録音したものが1983年にユピテルレコードから発売されたLP『これ知ってるかい…? 懐かしのテレビ・ラジオ主題曲集』に収録された。

## 映画
山城新伍主演で制作されたテレビシリーズを再編集し、子供向け併映作品として作られたもの。
「復刻版」によると全部で25作作られている。下記3作品は1960年に劇場公開されている。

### 風小僧 風雲虹ヶ谷
出演
- 風の小六：山城新伍
- 八田睦斎：佐橋敏一
- 久太：山本順大
- 玉緒：光美知子
- 上月左門：団徳麿
- 紫野：月笛好子
- 紅太郎：坂東京三郎
- 清典：高松錦之助
- 青助：神木真寿雄
- 黄次郎：古閑達則
- 児井武平太：島田秀雄
- 平屋市兵衛：青柳竜太郎
- 兵十：木島修次郎
- 里人：石丸勝也
- 緑：石原のり子
- 警備の武士：唐沢民賢

### 風小僧 風流河童剣
出演
- 風の小六：山城新伍
- 八田睦斎：佐橋敏一
- 久太：山本順大
- 玉緒：光美知子
- 上月左門：団徳麿
- 河童仙人：南方英二
- 影原一真：東日出雄

### 風小僧 流星剣の舞
出演
- 風の小六：山城新伍
- 八田睦斎：佐橋敏一
- 久太：山本順大
- 玉緒：光美知子
- 上月左門：団徳麿
- 大助：船井弘
- 信介：田中亮三
- のり：石原のり子
- 福一：福本久一
- 手古奈：藤波英子
- 九郎：有島竜司
- 吉次：汐路章
- さと：不二和子
- のりの父：近松竜太郎
- のりの母：和歌林三津江

## 雑誌連載
- 冒険王（1959年、漫画連載。作画：横山光輝）
- 小学三年生（1959年4月号から12月号に小説連載。脚本：久米みのる、挿絵：玉井徳太郎）
- 少年画報（1960年連載。脚色：真弓典正、挿絵：寺内鉄雄）